# Nicholas Vansittart, 1:e baron Bexley
Nicholas Vansittart, 1:e baron Bexley, född den 29 april 1766 i London, död den 8 februari 1851 i Foofs Cray, Kent, var en brittisk politiker, son till Henry Vansittart.
Vansittart, som 1796 blev underhusledamot, sändes av Pitt 1801 till Danmark för att söka förmå dess regering att överge den franska politiken, var 1801-04 skattkammarsekreterare och januari-september 1805 sekreterare för Irland. I Grenvilles ministär var han februari 1806-mars 1807 skattkammarsekreterare. 
Han vann sedermera stort anseende i underhuset för sina kunskaper om statens finanser och blev i maj 1812 skattkammarkansler i Liverpools ministär. Hans invecklade budgetplaner gjorde honom impopulär, i all synnerhet då han efter fredsslutet 1815 år efter år ej förmådde åstadkomma någon avsevärd skattelindring. 
Huskissons, Broughams med fleras angrepp mot hans finanssystem vållade, att han i februari 1823 med peersvärdighet (baron Bexley) fick dra sig tillbaka till kanslersposten för hertigdömet Lancaster, vilken syssla han innehade även under Canning och Goderich (till januari 1828). Vansittart ägnade sig sedan mest åt främjande av religiös och filantropisk verksamhet.